# Pedro Argüelles Morán
Pedro Argüelles Morán (Ciego de Ávila, 23 de febrero de 1948) es un activista disidente cubano perteneciente al Grupo de los 75 de la Primavera Negra de Cuba. Casado con Yolanda Vera Nerey, quien actualmente reside en Miami, Florida, Estados Unidos de América. En La Habana estudió la especialidad de Geodesia y Cartografía.

## Biografía
Se inició en la oposición en 1992 como activista del Comité Cubano por los Derechos Humanos. El 15 de enero de 1995 se une a 11 organizaciones opositoras de las provincias de Camagüey y Ciego de Ávila, formando el Frente Unido Democrático Camagüey-Ciego de Ávila. Argüelles Morán es seleccionado como su portavoz. Desde esa posición, es promotor de la fundación de la agencia de prensa Patria en 1995, la primera fundada en el interior del país como corresponsalía del Frente Unido.
Ya desde 1993 sacaba noticias al exterior de forma directa bajo el seudónimo de "Pedro del Sol". Fue corresponsal en Ciego de Ávila de la agencia de prensa independiente CubaPress. Forma parte de la Cooperativa Avileña de Periodistas Independientes (CAPI) desde 1999 integrada al proyecto Nueva Prensa Cubana. Siendo su director desde el arresto de Jesús Joel Díaz Hernández en 1999.
Es detenido el 18 de marzo de 2003 y condenado a 20 años de prisión el 4 de abril de dicho año, en tan solo medio mes tras su detención y pocos días tras su acusación.
Por su contribución a la operación de Derechos Humanos y Civiles reconocida a nivel mundial como Proyecto Varela, y por su estatus de periodista independiente, fue sentenciado y encarcelado en la Primavera Negra de 2003 en Cuba y permaneció en prisión hasta el 4 de marzo de 2011, casi 7 años después. Es uno de los prisioneros de conciencia, así catalogados tanto por la Unión Europea como por numerosas organizaciones de derechos humanos, por ser participantes en los Comités Gestores del Proyecto Varela.
Pedro recibió, como el resto de presos del Grupo llamado los 75, la opción de ser excarcelado a cambio de abandonar la isla hacia España, pues el gobierno cubano se encontraba muy presionado por la muy mediatizada huelga de hambre de Guillermo Fariñas por 135 días y quien exigía la liberación de los presos políticos enfermos, Farinas permaneció en esta protesta hasta que el gobierno excarcelo a 116 prisioneros políticos y los desterro, Pedro estuvo entre los 12 que se negaron a abandonar Cuba. Él fue uno de los pocos que asumió su condena de 25 años de cárcel, junto a José Daniel Ferrer y otros pocos, pero no quiso abandonar la isla bajo ningún concepto, y en 2011 aún permanecía en prisión junto a otros 8 presos de los 75 originales, siendo finalmente liberado por el gobierno de Castro el 4 de marzo de 2011.
Pedro ha sido otra víctima más de detenciones irregulares con carencia de acusaciones formales y juicio desde su salida de prisión en 2011, entre otros motivos, por ejercer el periodismo independiente, actividad que es perseguida en Cuba y no está regulada como legal. También a él le ha sido negado el permiso de salida de la isla de Cuba a pesar de los cambios en la ley migratoria de octubre de 2011.
Desde febrero hasta noviembre de 2013 fue miembro del Comité o Consejo Coordinador de la Unión Patriótica de Cuba, cargo que deja al menos momentáneamente al tener que radicar en Miami, Estados Unidos por motivos de salud.